# Пілс
Острів Пілс (латис. Pils Sala) — острів, розташований на річці Лієлупе, є частиною міста Єлгава.

## Визначні місця
На острові розташований Мітавський палац, збудований архітектором імператриці Анни Іванівни Бартоломео Растреллі для герцога Курляндії Ернста Бірона.
| Латвія | Це незавершена стаття з географії Латвії. Ви можете допомогти проєкту, виправивши або дописавши її. |